# Alberto González (Leichtathlet)
Alberto González Moyano (* 1. Juni 1998 in Jaén) ist ein spanischer Leichtathlet, der sich auf den Hammerwurf spezialisiert hat.

## Sportliche Laufbahn
Erste internationale Erfahrungen sammelte Alberto González im Jahr 2015, als er bei den Jugendweltmeisterschaften in Cali mit einer Weite von 71,18 m mit dem 5-kg-Hammer im Finale den neunten Platz belegte. Im Jahr darauf belegte er bei den U20-Weltmeisterschaften in Bydgoszcz mit 75,52 m den fünften Platz und 2017 wurde er bei den U20-Europameisterschaften mit 72,71 m Sechster. 2018 gelangte er bei den U23-Mittelmeer-Meisterschaften in Jesolo mit 64,04 m auf den vierten Platz und im Jahr darauf siegte er bei den U23-Europameisterschaften in Gävle mit einer Weite von 74,36 m. Zudem qualifizierte er sich erstmals für die Weltmeisterschaften in Doha, bei denen er mit  71,69 m aber nicht bis in das Finale gelangte. 2022 startete er bei den Mittelmeerspielen in Oran und landete dort mit 66,49 m auf dem elften Platz.